# Selección de voleibol de Irán
La selección de voleibol de Irán es el equipo representativo del país en las competiciones oficiales de voleibol. Participa en los torneos organizados por la AVC, así como en los de la Federación Internacional de Voleibol. El equipo nacional de voleibol de Irán es uno de los mejores equipos de voleibol del mundo.
En el 2016 clasificó por primera vez a los Juegos Olímpicos de Río 2016. En el 2020 clasificó a los Juegos Olímpicos de Tokio 2020. En la campaña de la Liga Mundial 2014, la selección de Irán alcanzó el cuarto lugar en el Grupo 1 después de una derrota en sets corridos ante sus anfitriones italianos en el partido por la medalla de bronce. En estos juegos, Irán ya había derrotado a Brasil, Italia y Polonia.
Irán también ha competido en el Campeonato del Mundo en cuatro ocasiones, con su mejor resultado obtenido en 2014 Polonia, donde terminó en el sexto lugar. En esos juegos, Irán se clasificó en la primera y segunda rondas con, respectivamente, cuatro y cinco victorias; su única derrota fue contra Francia. Irán derrotó a Japón para ganar la medalla de oro en los Juegos Asiáticos de Corea en 2014. Consecutivamente, en los Juegos Asiáticos de 2018 en Indonesia, Irán superó a Japón y Corea del Sur para ganar la medalla de oro.
Irán llegó a los Juegos Olímpicos por primera vez en su historia en 2016 como el equipo asiático mejor clasificado en el Torneo de Clasificación Olímpica Mundial en Japón. Irán terminó en el quinto lugar en la competencia.

## Historia
La historia del voleibol de Irán se remonta aproximadamente a 1920 cuando Mir Mehdi Varzandeh trajo las regulaciones del voleibol a Irán. Durante la Segunda Guerra Mundial, fuerzas de los Aliados ocuparon Irán, los contactos deportivos especialmente en voleibol se hicieron con soldados de estas fuerzas; fue una nueva forma de familiarizarse con el voleibol de los otros países. En ese momento se arregló un partido amistoso entre Irán y el equipo del ejército ruso. En 1958, por primera vez, el equipo nacional masculino de Pakistán fue invitado a Teherán, el equipo invitado tuvo algunos partidos amistosos con el equipo nacional, los equipos de clubes y el equipo del ejército. El equipo nacional de Irán asistió por primera vez a los Juegos Asiáticos de 1958.